# Samuel McRoberts
Samuel McRoberts (Maeystown, 1799. április 12. – Cincinnati, 1843. március 27.) az Amerikai Egyesült Államok szenátora (Illinois, 1841–1843).